# Acmaeodera solitaria
Acmaeodera solitaria es una especie de escarabajo del género Acmaeodera, familia Buprestidae. Fue descrita científicamente por Kerremans en 1897.
Esta especie se encuentra en América Central y del Norte.